# Harald Christian Strand Nilsen
Harald Christian Strand Nilsen (ur. 7 maja 1971 w Gjøviku) – norweski narciarz alpejski, brązowy medalista olimpijski.

## Kariera
Po raz pierwszy na arenie międzynarodowej Harald Christian Strand Nilsen pojawił się w 1989 roku, kiedy wystąpił na mistrzostwach świata juniorów w Aleyska. Jego najlepszym wynikiem było tam czternaste miejsce w slalomie. Podczas rozgrywanych rok później mistrzostw świata juniorów w Zinal zajął czwarte miejsce w supergigancie, przegrywając walkę o podium ze swym rodakiem Lasse Kjusem. Na tej samej imprezie zajął także szóste miejsce w slalomie.
W zawodach Pucharu Świata zadebiutował w sezonie 1990/1991. Pierwsze pucharowe punkty wywalczył 26 lutego 1991 roku w Oppdal, zajmując trzynaste miejsce w slalomie. Na podium zawodów tego cyklu po raz pierwszy stanął 30 stycznia 1994 roku w Chamonix, zajmując trzecie miejsce w kombinacji. W zawodach tych wyprzedzili go jedynie dwaj inni Norwegowie: Kjetil André Aamodt i Lasse Kjus. W najlepszej trójce plasował się jeszcze pięciokrotnie, jednak nigdy nie odniósł zwycięstwa. Najpierw był drugi w gigancie 6 stycznia 1995 roku w Kranjskiej Gorze i dziewięć dni później w kombinacji w Kitzbühel, następnie zajmował trzecie miejsce 22 stycznia 1995 roku w Wengen oraz gigancie 4 lutego 1995 roku w Adelboden i 20 lutego 1995 roku w Furano. Najlepsze wyniki osiągnął w sezonie 1994/1995, kiedy zajął trzynaste miejsce w klasyfikacji generalnej, w klasyfikacji giganta był trzeci, a w klasyfikacji kombinacji zajął drugie miejsce. W kombinacji był też między innymi trzeci w sezonie 1993/1994.
Największy sukces w karierze osiągnął w 1994 roku, kiedy podczas igrzysk olimpijskich w Lillehammer wywalczył brązowy medal w kombinacji. Po zjeździe do kombinacji Nilsen zajmował 21. miejsce, tracąc do prowadzącego Kjusa 2,10 sekundy. W slalomie uzyskał czwarty wynik, co dało mu trzeci łączny wynik i brązowy medal. Ostateczne o 1,61 sekundy wyprzedził go Kjus, a o 0,59 sekundy lepszy był Aamodt. Na igrzyskach olimpijskich w Nagano wystartował tylko w gigancie, jednak nie ukończył już pierwszego przejazdu. Kilkukrotnie startował na mistrzostwach świata, najlepszy wynik osiągając na rozgrywanych w 1997 roku mistrzostwach świata w Sestriere, gdzie był siódmy w kombinacji. Kilkukrotnie zdobywał medale mistrzostw Norwegii, w tym złote w kombinacji w latach 1992 i 1994 oraz supergigancie w 1995 roku. W 2003 roku zakończył karierę.

## Osiągnięcia

### Igrzyska olimpijskie
| Miejsce | Dzień     | Rok  | Miejscowość | Konkurencja | Czas biegu  | Strata  | Zwycięzca     |
| ------- | --------- | ---- | ----------- | ----------- | ----------- | ------- | ------------- |
| 3.      | 15 lutego | 1994 | Lillehammer | Kombinacja  | 3:17,53 min | +1,61 s | Lasse Kjus    |
| DNF1    | 19 lutego | 1998 | Nagano      | Gigant      | 2:38,51 min | -       | Hermann Maier |

### Mistrzostwa świata
| Miejsce | Dzień     | Rok  | Miejscowość          | Konkurencja | Czas biegu  | Strata  | Zwycięzca            |
| ------- | --------- | ---- | -------------------- | ----------- | ----------- | ------- | -------------------- |
| 37.     | 13 lutego | 1996 | Sierra Nevada        | Supergigant | 1:21,80 min | +2,93 s | Atle Skårdal         |
| 9.      | 19 lutego | 1996 | Sierra Nevada        | Kombinacja  | 3:31,95 min | +4,25 s | Marc Girardelli      |
| 10.     | 23 lutego | 1996 | Sierra Nevada        | Gigant      | 1:58,63 min | +3,59 s | Alberto Tomba        |
| 7.      | 6 lutego  | 1997 | Sestriere            | Kombinacja  | 3:10,40 min | +3,66 s | Kjetil André Aamodt  |
| DNF1    | 12 lutego | 1997 | Sestriere            | Gigant      | 2:48,23 min | -       | Michael von Grünigen |
| 16.     | 12 lutego | 1999 | Vail                 | Gigant      | 2:19,31 min | +3,49 s | Lasse Kjus           |
| DSQ     | 10 lutego | 2001 | St. Anton am Arlberg | Slalom      | 1:39,66 min | -       | Mario Matt           |

### Mistrzostwa świata juniorów
| Miejsce | Dzień      | Rok  | Miejscowość | Konkurencja | Czas biegu  | Strata  | Zwycięzca           |
| ------- | ---------- | ---- | ----------- | ----------- | ----------- | ------- | ------------------- |
| 30.     | 5 kwietnia | 1989 | Aleyska     | Zjazd       | 1:28,93 min | +3,21 s | Ed Podivinsky       |
| 33.     | 7 kwietnia | 1989 | Aleyska     | Gigant      | 2:17,20 min | +8,43 s | Jeremy Nobis        |
| 14.     | 8 kwietnia | 1989 | Aleyska     | Slalom      | 1:39,32 min | +4,35 s | Sergio Bergamelli   |
| 19.     | 21 marca   | 1990 | Zinal       | Zjazd       | 1:19,42 min | +3,02 s | Kjetil André Aamodt |
| 4.      | 22 marca   | 1990 | Zinal       | Supergigant | 1:24,30 min | +1,90 s | Kjetil André Aamodt |
| 12.     | 24 marca   | 1990 | Zinal       | Gigant      | 2:20,38 min | +3,50 s | Lasse Kjus          |
| 6.      | 25 marca   | 1990 | Zinal       | Slalom      | 1:28,15 min | +1,26 s | Luigi Tacchini      |

### Puchar Świata

#### Miejsca w klasyfikacji generalnej
- sezon 1990/1991: 86.
- sezon 1991/1992: 70.
- sezon 1992/1993: 97.
- sezon 1993/1994: 47.
- sezon 1994/1995: 13.
- sezon 1995/1996: 36.
- sezon 1996/1997: 64.
- sezon 1997/1998: 77.
- sezon 1998/1999: 55.
- sezon 1999/2000: 52.
- sezon 2000/2001: 45.
- sezon 2001/2002: 67.
- sezon 2002/2003: 69.

#### Miejsca na podium
1. Chamonix – 30 stycznia 1994 (kombinacja) – 3. miejsce
2. Kranjska Gora – 6 stycznia 1995 (gigant) – 2. miejsce
3. Kitzbühel – 15 stycznia 1995 (kombinacja) – 2. miejsce
4. Wengen – 22 stycznia 1995 (kombinacja) – 3. miejsce
5. Adelboden – 4 lutego 1995 (gigant) – 3. miejsce
6. Furano – 20 lutego 1995 (gigant) – 3. miejsce